# Малий Бучек (Злотовський повіт)
Малий Бучек (пол. Mały Buczek, нім. Klein Butzig) — село в Польщі, у гміні Ліпка Злотовського повіту Великопольського воєводства.
Населення — 179 осіб (2011).
У 1975-1998 роках село належало до Пільського воєводства.

## Демографія
Демографічна структура станом на 31 березня 2011 року:
|          | Загалом | Допрацездатний вік | Працездатний вік | Постпрацездатний вік |
| -------- | ------- | ------------------ | ---------------- | -------------------- |
| Чоловіки | 90      | 19                 | 64               | 7                    |
| Жінки    | 89      | 26                 | 49               | 14                   |
| Разом    | 179     | 45                 | 113              | 21                   |